# Ángel Aguiar
Ángel Aguiar García (La Habana, 7 de noviembre de 1926 – Cape Coral, 9 de abril de 2008) fue un gimnasta olímpico cubano, que compitió en los Juegos Olímpicos de Londres de 1948 y Helsinki de 1952. Ostenta el récord del gimnasta que más medallas ha coneguido en a historia de los Juegos Centroamericanas y del Caribe (9 oros, 4 platas y 7 bronces) y el único que ha ganado tres títulos en anillas.

## Biografía
Aguiar comienza a practicar gimnasia en 1944 en el gimnasio Los Comandos dirigido por Raimundo Rey. En 1946, participa en los Juegos Centroamericano y del Caribe de Barranquilla, Colombia, donde gana dos oros en anillas y equipos y bronce en la clasificación individual además de salto y escalamiento de soga. Dos años después participa en los Juegos Olímpicos de Londres de 1948, donde acaba decimocuarto con el equipo cubano.
En 1950 repite la experiencia en los Juegos Centroamericanos y del Caribe de Guatemala. Allí consigue el oro en la clasificación individual, además de salto, anillas y equipos; la plata en paralelas y el bronce en manos libres, barra fija, potro con arcos y escalamiento de soga. Un año después, participa en los Juegos Panamericanos celebrados en Buenos Aires, donde logra el título en caballo de salto y anillas y plata con el equipo cubano. Con este título se presenta en los Juegos Olímpicos de Helsinki con resultados muy discretos.
En 1954 disputaría sus últimos Juegos Centroamericanos y del Caribe en Ciudad de México y consigue el oro en anillos y por equipos y potro con arcos, la plata en la clasificación individual, paralelas y salto.